# Matha
Pour les articles homonymes, voir Matha (homonymie).
Matha est une commune du Sud-Ouest de la France située dans le département de la Charente-Maritime (région Nouvelle-Aquitaine).
Ses habitants sont appelés les Mathaliens et les Mathaliennes.

## Géographie
La commune de Matha se situe dans le nord-est du département de la Charente-Maritime, en région Nouvelle-Aquitaine, dans l'ancienne province de Saintonge. Appartenant au midi atlantique », au cœur de l'arc atlantique, elle est partie intégrante du Grand Sud-Ouest français, et est parfois également incluse dans un Grand Ouest aux contours plus flous.
Depuis 1818, la commune de Matha regroupe les paroisses de Marestay et de Saint-Hérie, ainsi que les villages de Suchet, Héritolle, Archambaud, les Hubins, Chachevrier et une partie du Goulet.

### Localisation
La route nationale 139, reliant La Rochelle à Périgueux et déclassée en RD 939, traverse la commune.

### Communes limitrophes
| Blanzac-lès-Matha | Bagnizeau | Les Touches-de-Périgny |
| Courcerac         | Matha     | Haimps                 |
| Prignac           | Thors     | Sonnac                 |

### Hydrographie
La rivière Antenne traverse la commune, elle coule du sud-sud-ouest et forme une boucle qui contourne Matha par l'ouest. Elle est bordée de lavoirs et de moulins, aujourd’hui propriété de particuliers.
Le Briou, ainsi qu'un de ses deux affluents tous les deux nommés Node, traverse aussi la commune avant de se jeter dans l'Antenne.

## Urbanisme

### Typologie
Au 1er janvier 2024, Matha est catégorisée bourg rural, selon la nouvelle grille communale de densité à 7 niveaux définie par l'Insee en 2022.
Elle appartient à l'unité urbaine de Matha, une unité urbaine monocommunale constituant une ville isolée,. La commune est en outre hors attraction des villes,.

### Occupation des sols
L'occupation des sols de la commune, telle qu'elle ressort de la base de données européenne d’occupation biophysique des sols Corine Land Cover (CLC), est marquée par l'importance des territoires agricoles (83,7 % en 2018), en diminution par rapport à 1990 (85,3 %). La répartition détaillée en 2018 est la suivante : 
terres arables (51,5 %), zones agricoles hétérogènes (18,7 %), cultures permanentes (12 %), zones urbanisées (9,7 %), forêts (4,8 %), zones industrielles ou commerciales et réseaux de communication (1,8 %), prairies (1,5 %). L'évolution de l’occupation des sols de la commune et de ses infrastructures peut être observée sur les différentes représentations cartographiques du territoire : la carte de Cassini (XVIIIe siècle), la carte d'état-major (1820-1866) et les cartes ou photos aériennes de l'IGN pour la période actuelle (1950 à aujourd'hui).

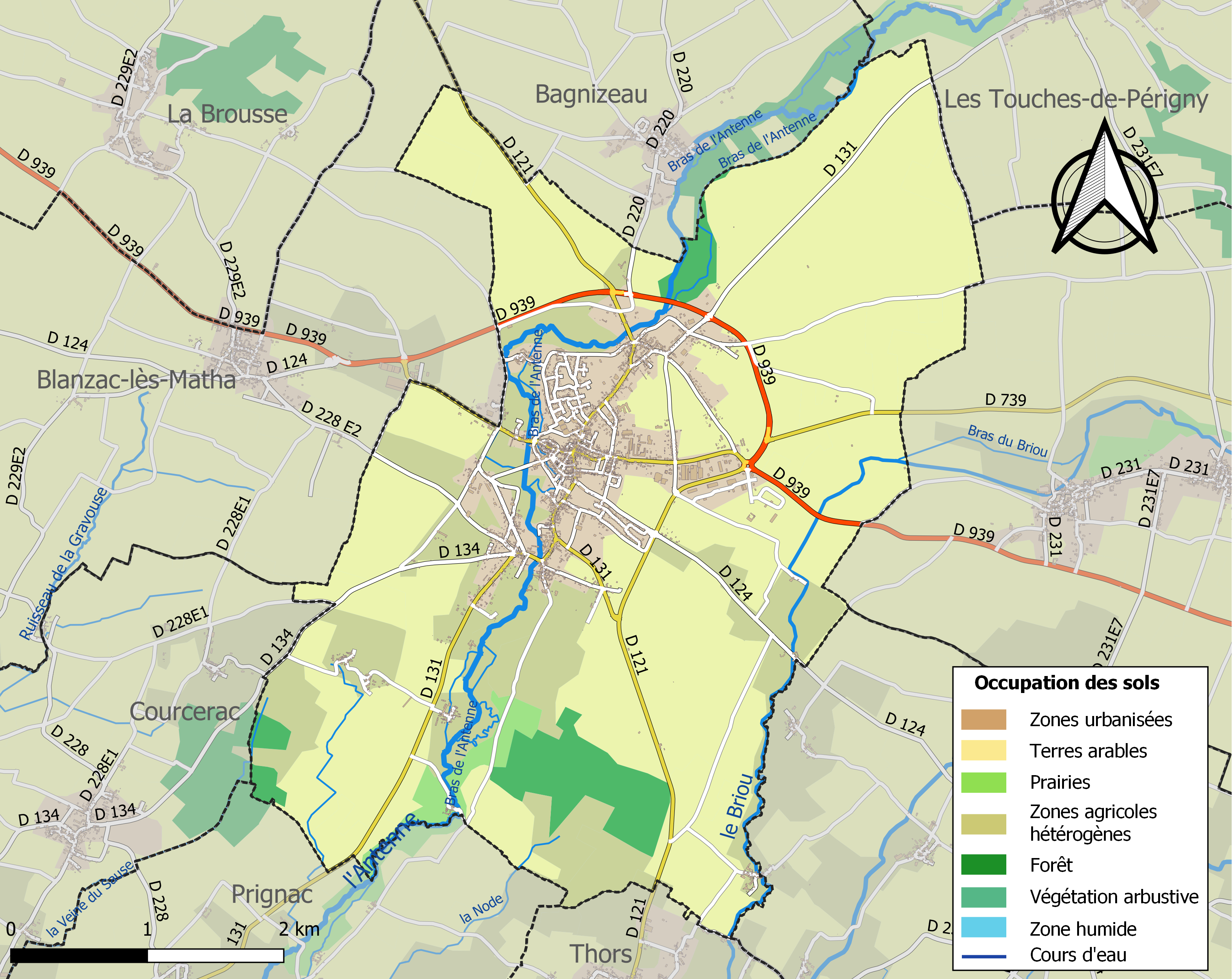
Carte des infrastructures et de l'occupation des sols de la commune en 2018 (CLC).

### Risques majeurs
Le territoire de la commune de Matha est vulnérable à différents aléas naturels : météorologiques (tempête, orage, neige, grand froid, canicule ou sécheresse), inondations, mouvements de terrains et séisme (sismicité modérée). Il est également exposé à un risque technologique,  le transport de matières dangereuses. Un site publié par le BRGM permet d'évaluer simplement et rapidement les risques d'un bien localisé soit par son adresse soit par le numéro de sa parcelle.

#### Risques naturels
Certaines parties du territoire communal sont susceptibles d’être affectées par le risque d’inondation par débordement de cours d'eau, notamment l'Antenne et le Briou. La commune a été reconnue en état de catastrophe naturelle au titre des dommages causés par les inondations et coulées de boue survenues en 1982, 1999, 2010, 2011 et 2019,.

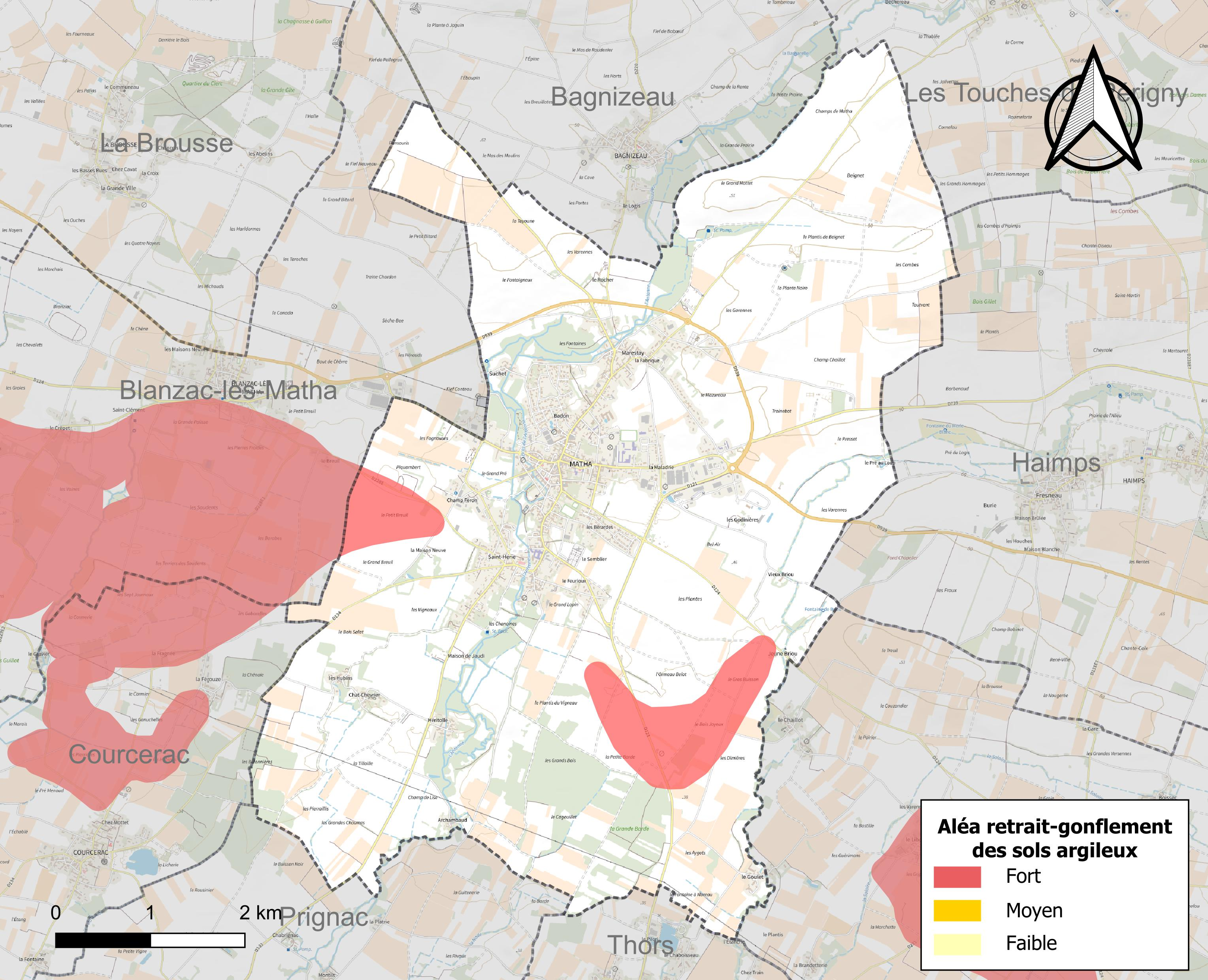
Carte des zones d'aléa retrait-gonflement des sols argileux de Matha.

Les mouvements de terrains susceptibles de se produire sur la commune sont des tassements différentiels.
Le retrait-gonflement des sols argileux est susceptible d'engendrer des dommages importants aux bâtiments en cas d’alternance de périodes de sécheresse et de pluie. 5,4 % de la superficie communale est en aléa moyen ou fort (54,2 % au niveau départemental et 48,5 % au niveau national). Sur les 1 136 bâtiments dénombrés sur la commune en 2019,  1 sont en aléa moyen ou fort, soit 0 %, à comparer aux 57 % au niveau départemental et 54 % au niveau national. Une cartographie de l'exposition du territoire national au retrait gonflement des sols argileux est disponible sur le site du BRGM,.
Par ailleurs, afin de mieux appréhender le risque d’affaissement de terrain, l'inventaire national des cavités souterraines permet de localiser celles situées sur la commune.
Concernant les mouvements de terrains, la commune a été reconnue en état de catastrophe naturelle au titre des dommages causés par des mouvements de terrain en 1999 et 2010.

#### Risques technologiques
Le risque de transport de matières dangereuses sur la commune est lié à sa traversée par une ou des infrastructures routières ou ferroviaires importantes ou la présence d'une canalisation de transport d'hydrocarbures. Un accident se produisant sur de telles infrastructures est susceptible d’avoir des effets graves sur les biens, les personnes ou l'environnement, selon la nature du matériau transporté. Des dispositions d’urbanisme peuvent être préconisées en conséquence.

## Toponymie
Le mot « matha » désignait une forêt ou un buisson en langage pré-gaulois : " Ainsi, Matha viendrait de la période celtique et signifierait "broussailles". Ce toponyme trouve un certain écho en langue tudesque, où matha s'assimile à « mast », afférant à la chasse au trait. La région de Matha était en effet, dès le premier millénaire de l'ère chrétienne, couverte de forêts giboyeuses où les seigneurs de l'époque carolingienne - et, selon une légende persistante, l'empereur Charlemagne lui-même - venaient chasser le sanglier.
Selon d’autres étymologistes, Matha vient du mot celtique « mat », qui signifie élévation, motte, éminence - ce qui est contestable car cette toponymie ne s'applique pas sur le territoire de Matha,.

## Histoire

### Antiquité tardive
Les Wisigoths se sont installés dans la région de Matha, comme en témoigne la toponymie de Gourvillette, le « village des Goths ». Ils sont chassés par les Francs au début du VIe siècle et Matha devient un centre de diffusion du christianisme.

### Moyen Âge
C'est en 866 qu'un château est édifié par Vulgrin Ier, comte d’Angoulême, pour arrêter les Vikings.
Sa lointaine descendante, la comtesse d'Angoulême Isabelle Taillefer, après avoir été reine d’Angleterre pendant son premier mariage avec Jean sans Terre, épouse en 1220 Hugues X de Lusignan, comte de la Marche et comte d’Angoulême, et l’entraîne en 1242 dans une révolte contre la royauté capétienne.
Elle donne Matha (ou Mastas) à son fils de premières noces, Henry III, le roi d’Angleterre qui débarque à Royan le 13 mai 1242. Louis IX, futur Saint Louis, arrive en juin 1242 à Matha dont le château appartenait à Foulques II de Matha, vassal des comtes d’Angoulême. Les défenseurs du château se rendirent presque sans combattre dès juillet 1242, juste avant la bataille de Taillebourg. Ce château aurait été situé près de l'église Saint-Hérie.
Les premiers seigneurs de Matha étaient des cadets des Taillefer comtes d'Angoulême : - Foulques/Fouque Ier, † vers 1190, fils cadet de Vulgrin/Vougrin II († vers 1140 ; x Amable/Mabille de Châtellerault), demi-frère de Guillaume VI d'Angoulême († 1179) et frère de Geoffroi Martel (Ier) de Viville, eut trois fils — de sa femme, probable fille d'Audéarde (des princes de Mornac) et de Francon le Jeune de Saintes : Francon ; Boson (comte de Bigorre et vicomte de Marsan par son mariage en 1228 avec Pétronille : leur fille Mathe de Matha, † 1273, transmet Marsan à son mari Gaston VII, vicomte de Béarn) ; - et Geoffroi Martel (II) (ou Geoffroi Marteau), sire de Matha et de Mornac, fl. dès 1195/1197, † vers 1222/1225,,.
Ce dernier semble marier une fille de Robert de Sablé, Philippe/Philippa, d'où - Robert Ier de Sableuil (alias de Sablé) de Matha, père de - Foulques Ier ou II (vers 1200-1256), sire de Matha et de Mornac, petit-fils donc de Geoffroi Marteau. Le fils de ce deuxième Foulques, - Robert II de Matha (vers 1230-1282), épouse une fille de Geoffroi IV de Tonnay prince de Tonnay, Didonne et Montendre, de nom inconnu mais qui lui apporte Royan : d'où - Foulques II ou III, seigneur de Matha et de Royan, prince de Mornac, mari de Yolande fille d'Hélie-Rudel Ier de Pons-Bergerac, et père de - Robert III de Matha († 1358) qui épouse Marie fille d'Hugues II de Thouars. Leur fille Yolande de Matha, veuve d'Ithier de Magnac, épouse en 1348 Robert VII de Montbron (parents du maréchal Jacques ci-dessous), et leur fils - Foulques III ou IV de Matha, né en 1320, marié en 1341 à Isabelle fille de Pierre III de Thouars-Chémillé, a pour fille héritière - Louise de Matha (1345-1413), qui épouse en 1359/1363 Archambaud V de Périgord. Leur fille - Eléonore/Aliénor de Périgord, dame de Matha, transmet ses fiefs à son mari Jean II de Clermont-Nesle-branche de Clermont, † 1400, prince de Mortagne et vicomte d'Aunay, fils du maréchal Jean de Clermont et de Marguerite de Mortagne d'Au(l)nay. Leur fille - Louise de Clermont marie vers 1403 François Ier de Montberon baron de Maulévrier, † 1470, fils cadet du maréchal Jacques de Montb(e)ron (lui-même fils de Yolande de Matha ci-dessus).
Pendant la guerre de Cent Ans, comme tous les fiefs de cette région, Matha passe à plusieurs reprises des mains des Français à celles des Anglais. Les seigneurs de Matha restent prospères et détenteurs des droits de haute et basse justice. La seigneurie de Matha est échue, comme on l'a vu, à la famille des sires de Montberon. Le fils de Louise de Clermont et François  Ier de Montbron, François II, vendit Montbron en 1471 à la comtesse d'Angoulême, mais conserva Aulnay, Maulévrier et Matha. Son propre fils Eustache fut père d'Adrian/Adrien, lui-même père de François III de Montbron. Ce dernier eut deux enfants : René († à 18 ans sans postérité à la bataille de Gravelines en 1558) ; et Jacquette de Montbron, † 1598, qui transmit Matha à son mari André de Bourdeille, fils de François de Bourdeille(s) et d'Anne de Vivonne, épousé en 1558, † 1582, sénéchal du Périgord, frère aîné de Brantôme : leur postérité garda Matha jusqu'à la Révolution (1791). Henri de Bourdeilles (1682-1751) comte de Matha, eut pour fils Henri-Joseph baron de Matha (1715-guillotiné le 24 juillet 1794 ; Postérité), et l'évêque Henri-Joseph-Claude de Bourdeilles (1720-1802). On remarque que la même famille, par les femmes, a tenu Matha près de mille ans !

### À nos jours
En 1649, Louis XIV donna l’ordre de saisir les terres de Charles de Bourdeilles, comte de Matha, car c'était un des chefs de la Fronde.
Un hospice important se trouvait à côté de l’église à Marestay et permettait aux pèlerins de Saint-Jacques-de-Compostelle de s’y arrêter.
Saint-Hérie et Marestay formaient autrefois des communes indépendantes.
L'état des paroisses de 1686 nous dit que le comte de Bourdeilhe est le seigneur de la paroisse de Saint-Herie de 161 feux et de celle de Marestay de 178 feux qui produisent de la vigne et du blé.
Le 6 mai 1818, par ordonnance royale, Saint-Hérie est réunie à Matha.
La rivière a permis la présence de plusieurs moulins, de six chapeliers et du rouissage du chanvre.
La viticulture a toujours été présente à Matha, malgré l’épidémie du phylloxéra qui a détruit le vignoble à la fin du XIXe siècle et qui a provoqué une période de grande misère. Au XIXe siècle, le chanvre était la 2e culture, l’élevage et la polyculture se sont développés, avec création d'une laiterie à Matha, transférée à Surgères au début des années 1980.

## Politique et administration

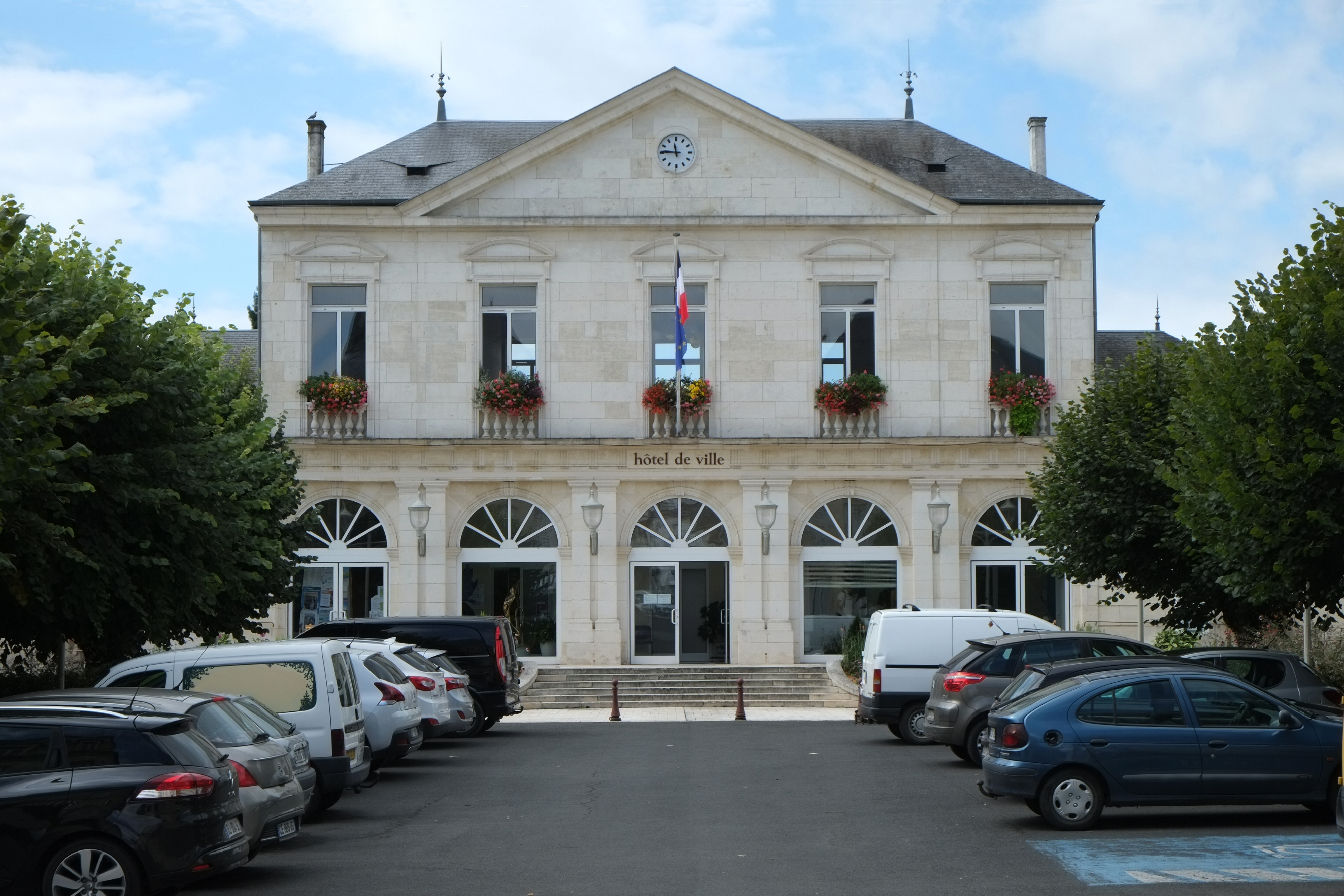
L'hôtel de ville.

### Liste des maires
En 1793, la commune de Matha fait partie du district de Saint-Jean-d'Angély puis de l'arrondissement de Saint-Jean-d'Angély comme chef-lieu de canton. En 1801, Matha absorbe Maretay, puis Saint-Herié en 1818. De 1926 à 1943, Matha est placé dans l'arrondissement de Saintes avant de revenir dans celui de Saint-Jean-d'Angély, toujours comme chef-lieu de canton.
| Période                                  | Période          | Identité             | Étiquette        | Qualité |
| ---------------------------------------- | ---------------- | -------------------- | ---------------- | --- |
| Les données manquantes sont à compléter. |                  |                      |                  | |
| 5 mai 1895                               | 30 mai 1896      | Jean-Delisle Coyrard | Rad.             | Médecin Conseiller général du canton de Matha (1895 → 1937)                                                                                                |
| 31 mai 1896                              | 8 avril 1898     | Augustin Gargoulleau |                  | |
| 26 juin 1898                             | 19 mai 1935      | Paul Monmoine        |                  | |
| 20 mai 1935                              | 27 décembre 1937 | Maxime Bourdeau      | Rad.             | Propriétaire agriculteur Conseiller général du canton de Matha (1937 → 1938)                                                                               |
| 6 février 1938                           | 6 septembre 1944 | Ernest Genty         |                  | |
| 7 septembre 1944                         | 18 mai 1945      | Daniel Bonnaud       |                  | |
| 19 mai 1945                              | 11 janvier 1952  | Benjamin Coyault     |                  | |
| 11 janvier 1952                          | 21 mai 1979      | André Brugerolle     | DVD puis CD      | Conseiller du commerce extérieur Député de la 3e circonscription de la Charente-Maritime (1958 → 1978) Conseiller général du canton de Matha (1958 → 1976) |
| 21 mai 1979                              | 4 avril 2014     | Claude Binaud        | UDF-CDS puis UMP | Retraité |
| 4 avril 2014                             | En cours         | Wilfrid Hairie       | DVD              | Chef d'entreprise |

### Politique environnementale
Dans son palmarès 2024, le Conseil national de villes et villages fleuris de France a attribué deux fleurs à la commune.

## Démographie
L'évolution du nombre d'habitants est connue à travers les recensements de la population effectués dans la commune depuis 1793. Pour les communes de moins de 10 000 habitants, une enquête de recensement portant sur toute la population est réalisée tous les cinq ans, les populations de référence des années intermédiaires étant quant à elles estimées par interpolation ou extrapolation. Pour la commune, le premier recensement exhaustif entrant dans le cadre du nouveau dispositif a été réalisé en 2006.

En 2022, la commune comptait 2 202 habitants, en évolution de +2,23 % par rapport à 2016 (Charente-Maritime : +4,04 %, France hors Mayotte : +2,11 %).
| 1793 | 1800 | 1806 | 1821  | 1831  | 1836  | 1841  | 1846  | 1851  |
| ---- | ---- | ---- | ----- | ----- | ----- | ----- | ----- | ----- |
| 702  | 714  | 707  | 1 572 | 1 781 | 1 918 | 1 935 | 1 911 | 2 125 |

| 1856  | 1861  | 1866  | 1872  | 1876  | 1881  | 1886  | 1891  | 1896  |
| ----- | ----- | ----- | ----- | ----- | ----- | ----- | ----- | ----- |
| 2 169 | 2 212 | 2 346 | 2 287 | 2 210 | 2 214 | 2 160 | 2 087 | 2 207 |

| 1901  | 1906  | 1911  | 1921  | 1926  | 1931  | 1936  | 1946  | 1954  |
| ----- | ----- | ----- | ----- | ----- | ----- | ----- | ----- | ----- |
| 2 034 | 2 022 | 1 916 | 1 905 | 1 921 | 1 890 | 1 934 | 2 140 | 2 057 |

| 1962  | 1968  | 1975  | 1982  | 1990  | 1999  | 2006  | 2011  | 2016  |
| ----- | ----- | ----- | ----- | ----- | ----- | ----- | ----- | ----- |
| 2 148 | 2 141 | 2 252 | 2 300 | 2 183 | 2 082 | 2 107 | 2 173 | 2 154 |

| 2021  | 2022  | - | - | - | - | - | - | - |
| ----- | ----- | - | - | - | - | - | - | - |
| 2 190 | 2 202 | - | - | - | - | - | - | - |

Matha a gagné de la population durant la première moitié du XIXe siècle en grande partie en absorbant les communes de Marestay et de Saint-Hérie. Depuis, sa population est restée stable.

## Économie
La commune de Matha tire de son terroir agricole l'essentiel de son développement économique qui est représenté par une importante distillerie des eaux-de-vie de cognac, un constructeur de machines agricoles, un fabricant de meubles et des petites entreprises du bâtiment. 
- Les industries

Zone de production du cognac

Matha, située dans le vignoble du cognac est classée dans les Fins Bois pour la production de la célèbre eau-de-vie. Elle possède plusieurs producteurs de pineau et Cognac, dont la distillerie Léopold Brugerolles qui produit, depuis 1847, la Sève Feu de Joie, une liqueur à base d'eau-de-vie de cognac et d'amandes.  Aujourd'hui, les produits sont  distribués par la Compagnie de Guyenne, un distributeur de spiritueux basé à Cognac fondé en 1969 par Michel Coste et aujourd'hui présent dans plus de 80 pays.
Le fabricant de meubles Simmob est un acteur important de l'économie locale.
Près de Matha, plus précisément à Blanzac-lès-Matha, se trouve un important producteur de machines agricoles, AGROMA, qui appartient à un groupe suédois Ålö (francisé en Alo France).
- Les commerces et services

C'est à Matha, en 1920, que fut créée par Lucien Durand la compagnie de transport des voyageurs CITRAM (Compagnie Industrielle du Transport Routier et Automobile de Matha). Aujourd'hui, CITRAM a complètement délocalisé ses activités et n'exerce plus à Matha. La société est membre du Groupe Veolia Transport et opère principalement en Charente, Charente-Maritime et Gironde mais, aussi, dans les Deux-Sèvres et en Dordogne.
Plusieurs gros négociants en services agricoles sont en activité dans la ville permettant de renforcer le rôle de services agricoles traditionnel de Matha sur son canton.
La ville conserve un centre-ville commerçant et quelques supermarchés d'enseignes régionales, confortant son rôle de petit centre commercial dans le Pays bas de Matha.

## Équipements et services

### Enseignement
Les écoles
Matha a une école maternelle publique de 4 classes, une école primaire publique de 8 classes et une école privée, l’école de la Providence, qui reçoit les enfants de la maternelle jusqu’au CM2.
Le collège
Le collège Marc-Jeanjean a reçu 405 élèves du canton de Matha à la rentrée scolaire 2010 qui sont enseignés par 41 professeurs,
La MFR
La Maison Familiale Rurale est un établissement de l’enseignement privé sous contrat avec le Ministère de l’Agriculture, qui propose des formations en alternance (4e, 3e d'orientation et de découvertes des métiers) et des formations par apprentissage : BAC PRO"Services Aux Personnes et Animation dans les Territoires", CAP "Cuisine" et CAP "Production et Service en Restaurations".
L'AIDEM
L'école de musique intercommunale, basée à la maison des associations de la communauté de communes, propose une formation instrumentale et de chant variée grâce au financement de la communauté de communes du canton de Matha et du conseil général. L'école assure la formation de 110 élèves chaque année (ref: Pdt AIDEM).

### Services de la santé
Matha dispose d'un certain nombre de services dans les domaines médicaux, paramédicaux et médico-sociaux qui en font un chef-lieu de canton bien équipé dans ce domaine en Charente-Maritime.
Les services médicaux
La ville dispose de cinq cabinets médicaux rassemblant une dizaine de médecins généralistes qui exercent tous dans le centre-ville.
Deux cabinets dentaires sont également situés en ville.
Matha ne dispose d'aucuns médecins spécialistes, les habitants vont habituellement consulter ceux situés à Saint-Jean-d'Angély et à Cognac, voire à Saintes et Angoulême.
De plus, Matha n'est pas équipée d'un centre de radiologie médicale ou IRM, elle dépend de Saint-Jean-d'Angély pour ce type de prestation.
Si le centre hospitalier le plus proche est celui de Saint-Jean-d'Angély pour les interventions les plus courantes, la ville dépend en fait du Centre Hospitalier de Saintonge situé à Saintes, à plus d’une vingtaine de kilomètres au sud-ouest ; il offre une palette extrêmement étendue de soins, étant le plus grand hôpital de toute la partie centrale et méridionale du département de la Charente-Maritime.
Les services paramédicaux
Dans ce domaine, Matha possède une gamme un peu plus élargie de prestations. Ainsi, la ville dispose-t-elle d'un centre en soins infirmiers, de trois cabinets de kinésithérapie, d'un cabinet de pédicure-podologue, d'une sage-femme gynécologue ainsi que d'un orthophoniste. La ville ne dispose pas d'un laboratoire d'analyses médicales, le plus proche étant situé à Saint-Jean-d'Angély.
À cela s'ajoutent deux pharmacies et deux opticiens-lunettiers.
Les services d’ambulanciers sont absents de la ville mais la prestation est assurée par une société agréée dans ce domaine qui est située dans la commune voisine de Blanzac-lès-Matha. Son rayon d'intervention s'étend à toute la partie ouest du canton de Matha.
Matha est également équipée d'un centre de secours des sapeurs-pompiers, qui dépend du SDIS de la Charente-Maritime, et plus précisément du Centre de secours principal de Saint-Jean-d'Angély.
Enfin, deux cliniques vétérinaires y sont en activité et exercent leurs services sur l'ensemble du canton de Matha et une partie du canton de Saint-Hilaire-de-Villefranche.
Les services médico-sociaux
Un important établissement public pour l'accueil de personnes retraitées est implanté dans la ville de Matha. La MDR de Matha dispose de 80 lits, permettant l'accueil des personnes valides et semi-valides. Une unité spécifique pour les personnes atteintes de maladies dégénératives telles que la maladie d'Alzheimer y est en service. La maison de retraite a également le statut d'établissement d'hébergement pour personnes âgées dépendantes (EHPAD) et est habilitée à l'aide sociale.
Par ailleurs, un foyer d'adultes handicapés est également en service dans la ville.

### Équipements sportifs
Le court de tennis, le terrain de football, la salle d’escrime,  et une aire de jeux pour les plus petits sont réunis dans le parc municipal de la ville. Le gymnase est la propriété du collège public de Matha.
Matha est dotée d'une piscine municipale.
Les associations sportives actuelles sont représentées par L’avenir de Matha Football,l'Avenir de Matha Handball, le Volleyball, l'Athlétic force, Sports et loisirs, Loisirs pour tous, le Vélo-club mathalien, le club de yoga et les Randonneurs du Pays de Matha.

### Autres équipements, activités et services
La ville de Matha dispose d'un marché couvert où les jours de marché ont lieu chaque mardi, vendredi et samedi matins tandis que la foire a lieu le premier vendredi du mois.
Le complexe associatif du Forum des Douves comprend un cinéma, une bibliothèque, une salle de danse, ainsi que de nombreuses autres salles et une cuisine équipée. La salle des fêtes peut accueillir environ 400 personnes.
Le festival annuel de folklore, baptisé "Ajhasson d'or" de 1979 à 1982 puis Festival de la Paix, et qui recevait chaque année en juillet des groupes folkloriques d'enfants du monde entier permettait un échange des cultures en associant tout un canton aux festivités. Il a cessé ses activités en 2001 après plusieurs décennies d'existence en même temps que le célèbre groupe de chants et danses traditionnels des « ajhassons » (les ajhassons : en saintongeais, les « petites pies »). Il a été élu meilleur groupe français au festival international de Dijon en 1976 puis au concours national d'Etaples en 1979 et en 1996. Il a effectué de nombreuses tournées en représentant officiellement la France dans 11 pays d'Europe mais aussi aux États-Unis, au Canada, en Syrie, en Thaïlande... Ces activités originales faisaient de Matha une des plus petites villes festivalières de France et contribuaient à sa notoriété bien au-delà des frontières régionales et nationales. Ils apportaient également un supplément d'animation et un apport touristique non négligeable pour la ville et son canton en accueillant chaque année plus de 20000 festivaliers.
Une partie du film Blanche et Marie, de Jacques Renard, a été tournée à Matha, dont la scène de la libération.

## Patrimoine

### Édifices civils

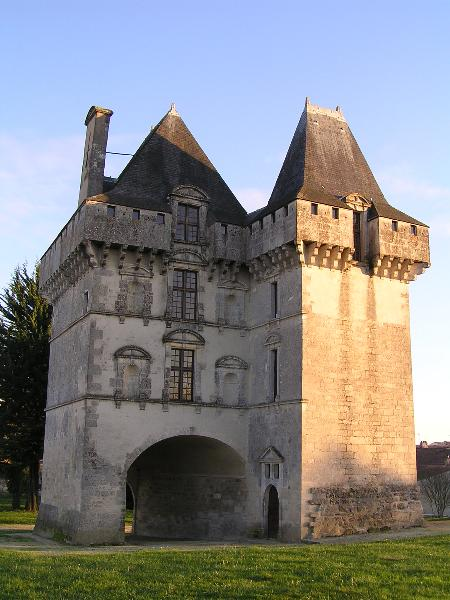
Le châtelet d'entrée de l'ancien château de Matha

La ville est connue pour son château Renaissance, le Château de Matha, dont seul subsiste le châtelet d'entrée (XVIe siècle) situé dans le parc. Le chemin de ronde et la charpente ont été reconstruits au XIXe siècle. Propriété de la commune, il est classé monument historique en 1952.
Le Pigeonnier de Geffrou du XVIIe siècle.

### Patrimoine religieux
La ville dispose de trois édifices religieux dignes d'intérêt autant pour leur architecture que pour leur riche histoire.
Les églises catholiques
L'église Saint-Hérie du XIIe siècle présente une belle façade-écran romane malheureusement brisée. On y perçoit des vestiges d'un cavalier sculpté et d'une statue féminine vêtue d'un bliaud. La tradition locale y voit Sainte Blandine, mais aucune preuve historique ne corrobore cette attribution. Au revers de cette façade se trouvent deux gros chapiteaux romans, visiblement plus anciens, remontés dans l'église. Le chœur a été fortement remanié au XIVe siècle dans le style gothique rayonnant. Présentant des hautes baies ornées de remplages, il rappelle en version modeste l'élévation de la Sainte-Chapelle de Paris. Ce chœur a été entièrement restauré dans les années 1960 (réouverture des baies, réfection de la voûte, réalisation d'une clé de voûte). À la même époque, on ôta les peintures du XIXe siècle qui ornaient les murs et colonnes de la nef romane. Depuis, l'église présente un intérieur très sobre. 

Les vitraux du chœur, réalisés par Gérard Lardeur, maître verrier, en 2002.
L'église Saint-Pierre de Marestay est également romane du XIIe siècle. De cet édifice ne subsistent que le chœur, transept et le premier étage du clocher. À l'intérieur elle conserve des fresques gothiques. La coupole sur pendentifs du chœur est le résultat d'une réfection maladroite au cours des siècles. À l'origine, elle était sur trompes.
Le temple protestant

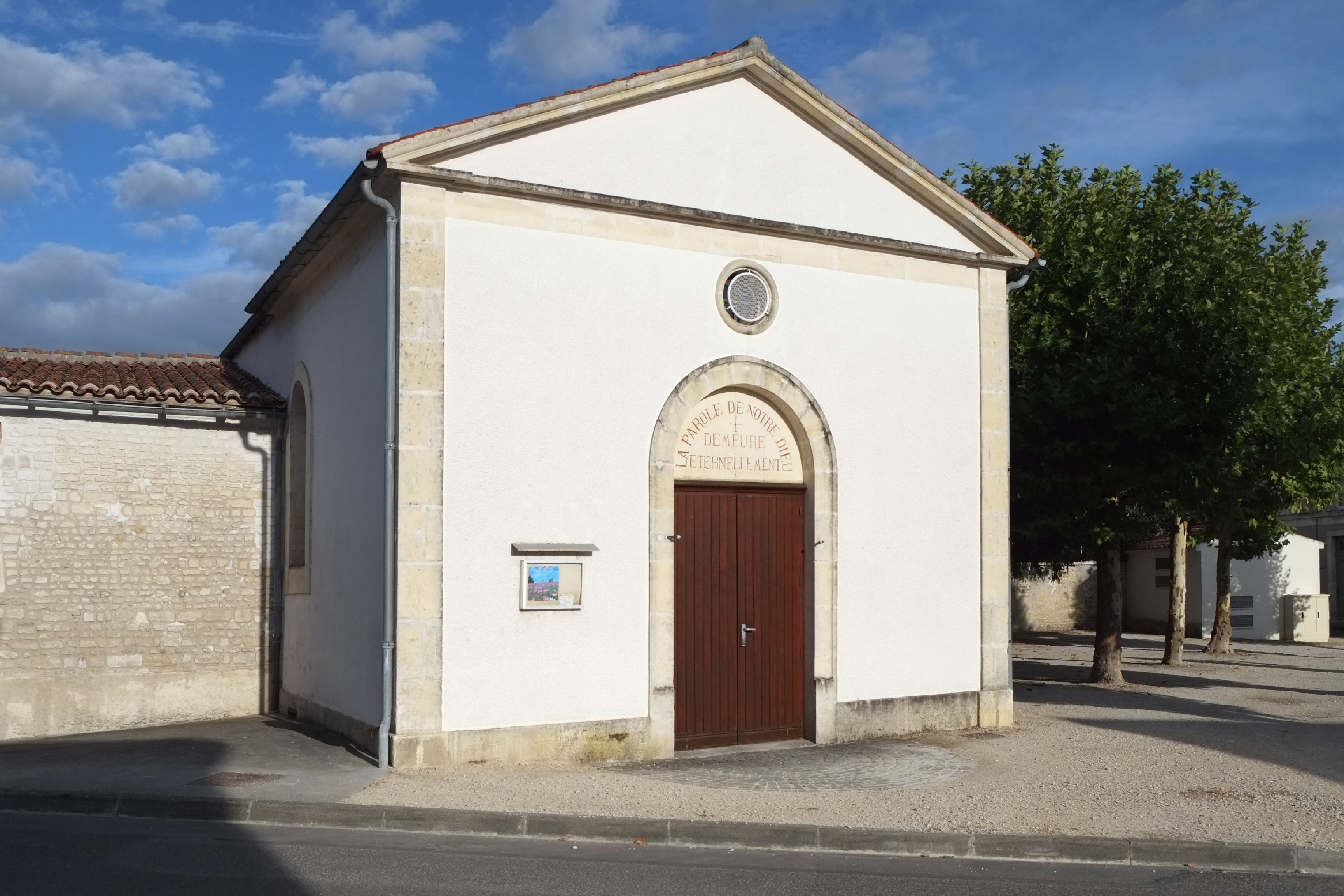
Le temple protestant.

Le temple protestant incorpore dans sa structure les vestiges d'une chapelle romane dont l'origine est inconnue à ce jour. Il s'agit cependant d'un édifice reconstruit dans le premier tiers du XIXe siècle comme la plupart des églises réformées du département de la Charente-Maritime. Son style architectural remarquablement dépouillé le classe dans la première période de la reconstruction des temples réformés autorisée par Napoléon 1er. Il date des débuts de la période de la Restauration en raison de son style et de son bâti qui évoquent volontairement les anciennes granges où se rassemblaient les protestants lors de la grande époque de la persécution après la Révocation de l'édit de Nantes en 1685.

## Personnalités liées à la commune
Personnalité contemporaine du XVIIIe siècle
- Pierre Jacques du Bousquet d'Argence, général français, né à Saint-Hérie (1765-1823).

Personnalités contemporaines du 
- Louis Henri Desmortiers (1782-1869), avocat et député, né à Matha.
- André Sanson (1826-1902), né à Matha, vétérinaire diplômé de l'école nationale vétérinaire de Toulouse, professeur de zootechnie à L'École nationale d'agriculture de Grignon et à l'Institut agronomique de Paris, auteur en particulier d'une classification des races animales domestiques.

Personnalités contemporaines du XXe et XXIe siècles
- Claude Baty, président de la Fédération protestante de France, né à Matha.
- Jean Bégoin, psychanalyste, né à Matha.
- Emmanuel Lacroix, sportif handisport (natation, athlétisme, ski, biathlon), plusieurs fois médaillé aux jeux paralympiques d'été et d'hiver[44], originaire de Matha, décédé d'un arrêt cardiaque en 2008. La ville a honoré sa mémoire en donnant son nom au gymnase[45].
- Robert Pallu, vainqueur du Circuit des Ardennes en portant les couleurs du Vélo Club Mathalien[46].

## Héraldique
| Blason | Blasonnement : De gueules aux deux pattes antérieures de griffon d’or posées en barre et rangées en pal. |